# Kalliolammen metsä
Kalliolammen metsä este o arie protejată (arie specială de conservare — SAC, sit de importanță comunitară — SCI) din Finlanda întinsă pe o suprafață de 65 ha, integral pe uscat.

## Localizare
Centrul sitului Kalliolammen metsä este situat la coordonatele 62°42′59″N 30°21′58″E / 62.7164°N 30.3661°E.

## Înființare
Situl Kalliolammen metsä a fost declarat sit de importanță comunitară în august 1998 pentru a proteja 2 specii de animale. Situl a fost protejat și ca arie specială de conservare în aprilie 2015.

## Biodiversitate
Situată în ecoregiunea boreală, aria protejată conține 5 habitate naturale: Cursuri de apă de la nivel de câmpie la nivel montan, cu vegetație Ranunculion fluitantis și Callitricho-Batrachion, Izvoare fino-scandinave și mlaștini produse de izvoare bogate în minerale, Pante stâncoase silicioase cu vegetație casmofită, Taiga vestică, Mlaștini împădurite.
La baza desemnării sitului se află mai multe specii protejate:
- mamifere (1): veveriță zburătoare siberiană (Pteromys volans)
- nevertebrate (1): Agathidium pulchellum

Pe lângă speciile protejate, pe teritoriul sitului au mai fost identificate 1 specie de plante, 2 specii de păsări, 1 specie de mamifere, 4 specii de nevertebrate, 1 specie de pești.